# Faouar
Faouar ou al-Fawār (arabe : الفوار) est une ville tunisienne située dans le gouvernorat de Kébili.
La municipalité est créée par le décret gouvernemental no 2015-1265 du 11 septembre 2015. Elle est le chef-lieu de la délégation de Faouar.